# Vattenfall Cyclassics 2011
La Vattenfall Cyclassics 2011 se disputó el domingo 21 de agosto de dicho año. Tuvo un trazado de 216,4 km con salida y meta en la ciudad alemana de Hamburgo.

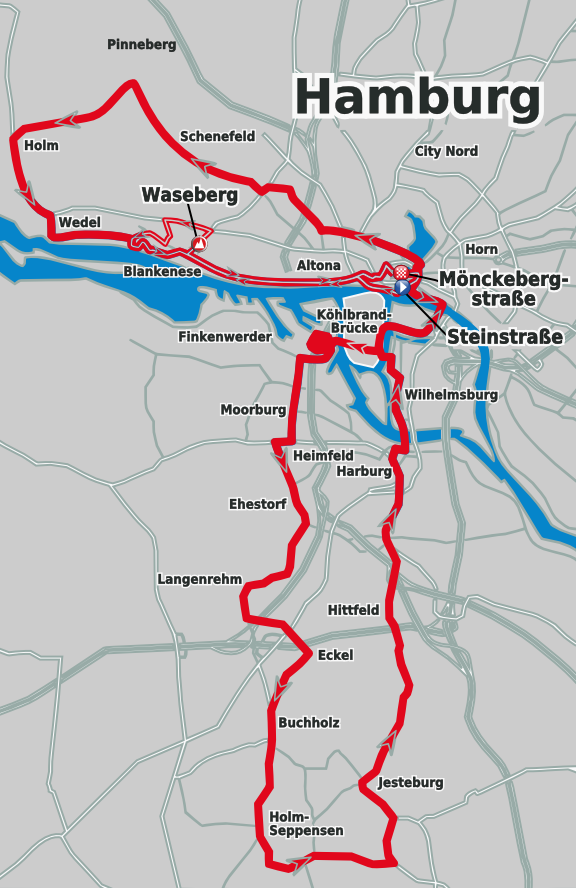
Recorrido de la Vattenfall Cyclassics 2011.

La carrera formó parte del UCI WorldTour 2011. 
El ganador final fue Edvald Boasson Hagen tras imponerse al sprint a Gerald Ciolek y Borut Božič, respectivamente.

## Equipos participantes
Tomaron parte en al carrera 21 equipos: los 18 equipos de categoría UCI ProTeam (al ser obligada su participación); más 3 de categoría Profesional Continental (Skil-Shimano, Team NetApp y CCC Polsat Polkowice). Formando así un pelotón de 162 ciclistas aunque finalmente fueron 161 tras la baja de última hora de Johnny Hoogerland (Vacansoleil-DCM), con 8 corredores cada equipo (excepto el Lampre-ISD, Saxo Bank-Sungard, Radioshack, Skil-Shimano y el mencionado Vacansoleil-DCM que salieron con 7 y el Ag2r La Mondiale que salió con 6), de los que acabaron 145. Los equipos participantes fueron:
| N.º   | Cód. UCI | Equipo             |
| ----- | -------- | ------------------ |
| 1-8   | GRM      | Garmin-Cervélo     |
| 11-18 | SKY      | Sky                |
| 21-28 | OLO      | Omega Pharma-Lotto |
| 31-38 | LEO      | Leopard Trek       |
| 41-48 | BMC      | BMC Racing Team    |
| 51-58 | THR      | HTC-Highroad       |
| 61-68 | LAM      | Lampre-ISD         |

| N.º     | Cód. UCI | Equipo            |
| ------- | -------- | ----------------- |
| 71-77   | SBS      | Saxo Bank         |
| 81-88   | RSH      | RadioShack        |
| 91-98   | LIQ      | Liquigas          |
| 101-108 | RAB      | Rabobank          |
| 111-118 | KAT      | Katusha Team      |
| 121-126 | EUS      | Euskaltel-Euskadi |
| 131-138 | AST      | Astana            |

| N.º     | Cód. UCI | Equipo               |
| ------- | -------- | -------------------- |
| 141-148 | MOV      | Movistar Team        |
| 151-158 | ALM      | Ag2r La Mondiale     |
| 161-168 | QST      | QuickStep            |
| 171-177 | VCD      | Vacansoleil-DCM      |
| 181-188 | SKS      | Skil-Shimano         |
| 191-198 | CCC      | CCC Polsat Polkowice |
| 201-208 | APP      | Team NetApp          |

## Clasificación final
| \| Posición \| Ciclista \| Equipo \| Tiempo \| \| -------- \| -------------------- \| ------------------ \| ---------- \| \| 1. \| Edvald Boasson Hagen \| Sky \| 4h 49' 40" \| \| 2. \| Gerald Ciolek \| QuickStep \| m.t. \| \| 3. \| Borut Božič \| Vacansoleil-DCM \| m.t. \| \| 4. \| Simone Ponzi \| Liquigas \| m.t. \| \| 5. \| José Joaquín Rojas \| Movistar \| m.t. \| \| 6. \| Jürgen Roelandts \| Omega Pharma-Lotto \| m.t. \| \| 7. \| Simon Clarke \| Astana \| m.t. \| \| 8. \| Manuel Cardoso \| RadioShack \| m.t. \| \| 9. \| Grega Bole \| Lampre-ISD \| m.t. \| \| 10. \| Michel Kreder \| Garmin-Cervélo \| m.t. \| |                      |                    |            |
| Posición | Ciclista             | Equipo             | Tiempo     |
| 1. | Edvald Boasson Hagen | Sky                | 4h 49' 40" |
| 2. | Gerald Ciolek        | QuickStep          | m.t.       |
| 3. | Borut Božič          | Vacansoleil-DCM    | m.t.       |
| 4. | Simone Ponzi         | Liquigas           | m.t.       |
| 5. | José Joaquín Rojas   | Movistar           | m.t.       |
| 6. | Jürgen Roelandts     | Omega Pharma-Lotto | m.t.       |
| 7. | Simon Clarke         | Astana             | m.t.       |
| 8. | Manuel Cardoso       | RadioShack         | m.t.       |
| 9. | Grega Bole           | Lampre-ISD         | m.t.       |
| 10. | Michel Kreder        | Garmin-Cervélo     | m.t.       |